# Locomotora Eleonore

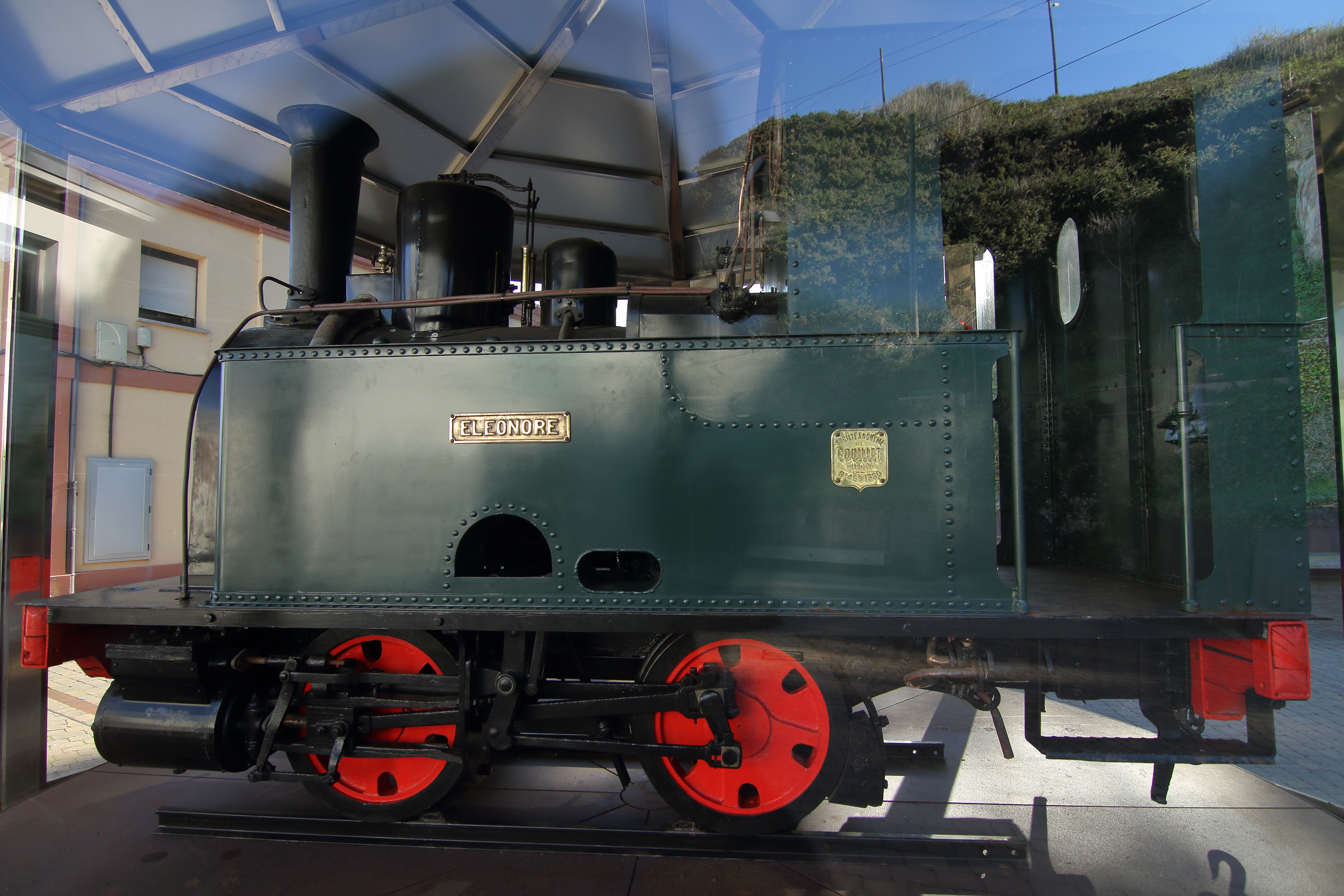
Locomotora Eleonore, de rodaje 020T y ancho 800 mm, fabricada en 1880 por Couillet (Bélgica).

La locomotora de vapor  Eleonore es la única de 800 mm de ancho de vía preservada en España. De fabricación belga, fue adquirida por la Real Compañía Asturiana de Minas para el ferrocarril de El Espartal, que unía sus instalaciones de Arnao con el muelle de San Juan de Nieva, en el puerto de Avilés, en el norte de España. Rehabilitada en 2010 se encuentra situada en la plaza de la mina de Arnao.

## Historia

### Servicio
Fue adquirida por la Real Compañía Asturiana de Minas en 1880 a la empresa belga Société des hauts-fourneaux, usines et charbonnages de Marcinelle et Couillet (más conocida como Couillet) para el servicio de la línea que unía sus instalaciones de Arnao con el muelle de San Juan de Nieva, en el puerto de Avilés, en el norte de España. Según Laine San Román et al. (2017, p. 887) 
la Eleonore fue la primera máquina destinada al servicio de dicha línea que contaba con tracción animal. A ella se le unirían otras tres similares de la misma empresa belga en 1887, 1899 y 1951.

### Retiro

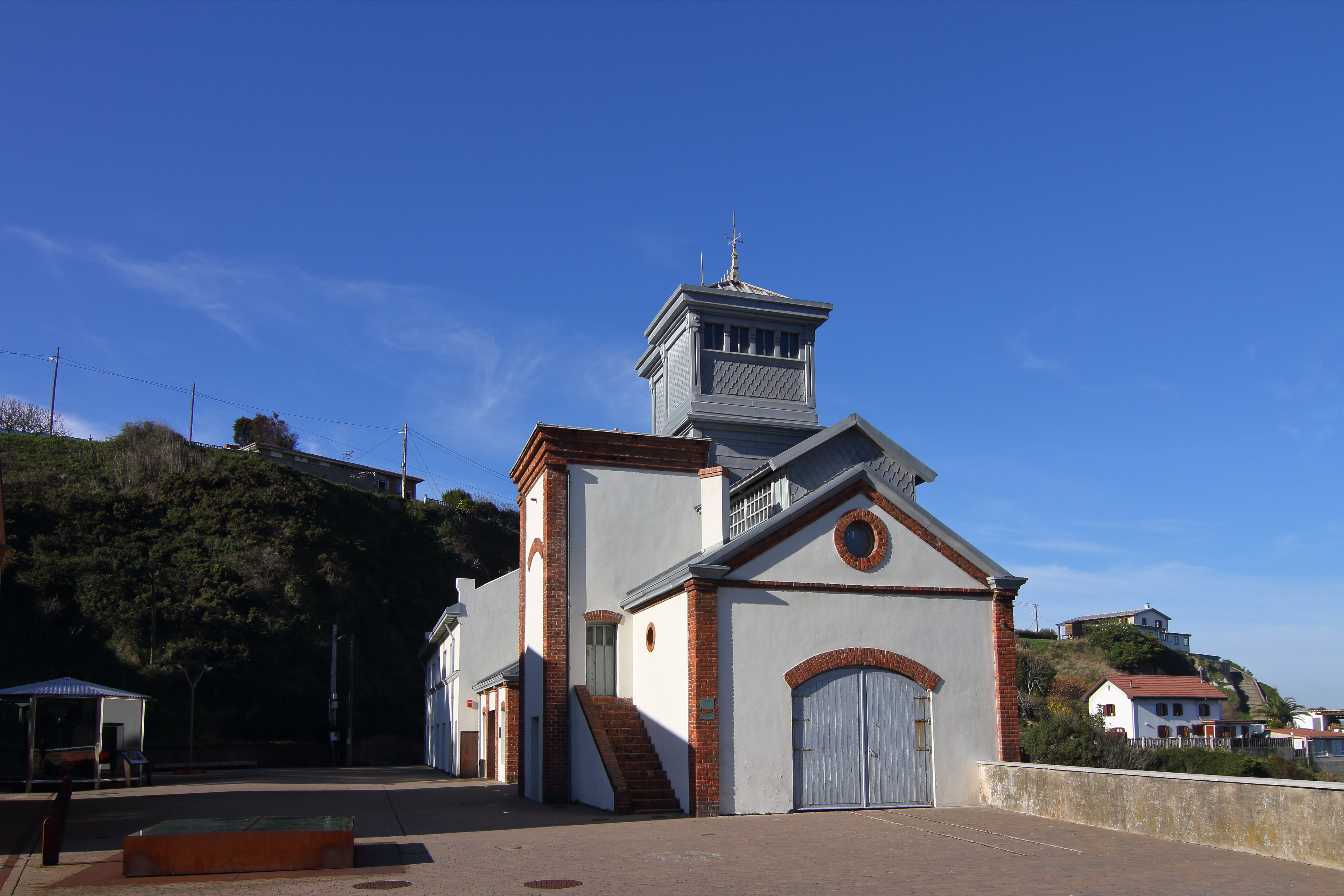
Castillete y plaza de la mina de Arnao. En el borde izquierdo el edificio acristalado donde se encuentra expuesta la Eleonore.

A finales de los años 1950 o mediados de los años 1960, fue retirada del servicio y dejada de exposición en el exterior de las instalaciones de Asturiana de Zinc (AZSA), filial de la Real Compañía, en San Juan de Nieva. Cedida por AZSA al municipio de Castrillón, fue traslada al embarque exterior del pozo de la mina de Arnao en 2005.. Allí permaneció hasta el 2010, en que fue trasladada a Langreo para su restauración. Tras él, estuvo en depósito en el Museo del Ferrocarril de Asturias, en Gijón hasta su regreso a Arnao, donde permanece en un edificio exento acristalado en la plaza de la mina.

## Características
Es una locomotora de rodaje 020T, según la nomenclatura utilizada en España: dos ejes motores acoplados, con tanques de agua laterales. Además cuenta con cilindros y distribución exteriores. Su ancho de vía es de 800 mm.

## Protección
Está incluida en el Conjunto histórico industrial de Arnao, incluido en el inventario del patrimonio cultural de Asturias en 2007. Así mismo fue incluida en el catálogo del Inventario del Patrimonio Histórico Industrial de Asturias (1985-1987) con el código IPHI-613.